# 希洛 (馬倫戈縣)
希洛（英語：Shiloh）是一個位於美國阿拉巴馬州馬倫戈縣的非建制地區。該地的面積和人口皆未知。

## 地理
希洛的座標為32°07′38.5″N 87°44′07″W / 32.127361°N 87.73528°W，而該地的平均海拔高度為123米（即404英尺）。